# جان سميتس
جان سميتس (بالهولندية: Jan Smits)‏ هو محامي هولندي، ولد في 1967.